# Malé
Pour les articles homonymes, voir Malé (homonymie).
Malé (en maldivien : މާލެ) est la capitale, la ville la plus peuplée et l'une des divisions administratives de la république des Maldives. La ville est située sur une île homonyme au sud de l'atoll Malé du Nord qui fait partie de l'atoll de Kaafu. Elle mesure deux kilomètres et demi de long et un kilomètre de large.
Siège traditionnel du pouvoir et du palais des rois des anciennes dynasties, l'urbanisation intense sous le régime du président Ibrahim Nasir, sur un territoire si limité, a rendu la ville bien loin de « l'image de carte postale » véhiculée en général par cet archipel très prisé des touristes. Malé est le centre politique, culturel, économique et financier du pays. L'île principale compte plus de 100 000 habitants et un nombre important de visiteurs venus d'autres îles pour bénéficier des services (commerces, santé, instruction) qui font de Malé un pôle d'attraction.

## Étymologie
Le nom de Malé vient du sanskrit mahaalay qui signifie « grande maison » (maha : grand et aalay : maison). Le terme mahaalay est généralement utilisé pour décrire le palais d'un roi et par extension la capitale (le lieu, l'île où se trouve le palais du roi).
Selon le géographe et historien Ibn Battuta qui y fut juge et s'y maria avec plusieurs filles de vizirs, l'archipel était désigné selon le nom de l'île accueillant la résidence officielle du sultan, al-Mahal signifiant « le lieu». Ainsi, en arabe, Dhibat al-Mahal (« île du lieu») désignait, selon lui, l'ensemble des Maldives au sens large (Dhibat étant un emprunt arabe du terme dvipa?). Au sens restreint, celle-ci indiquait, seulement, l'île de Malé (le toponyme de la ville étant, directement, lui-même, issu du terme Mahal).

## Géographie

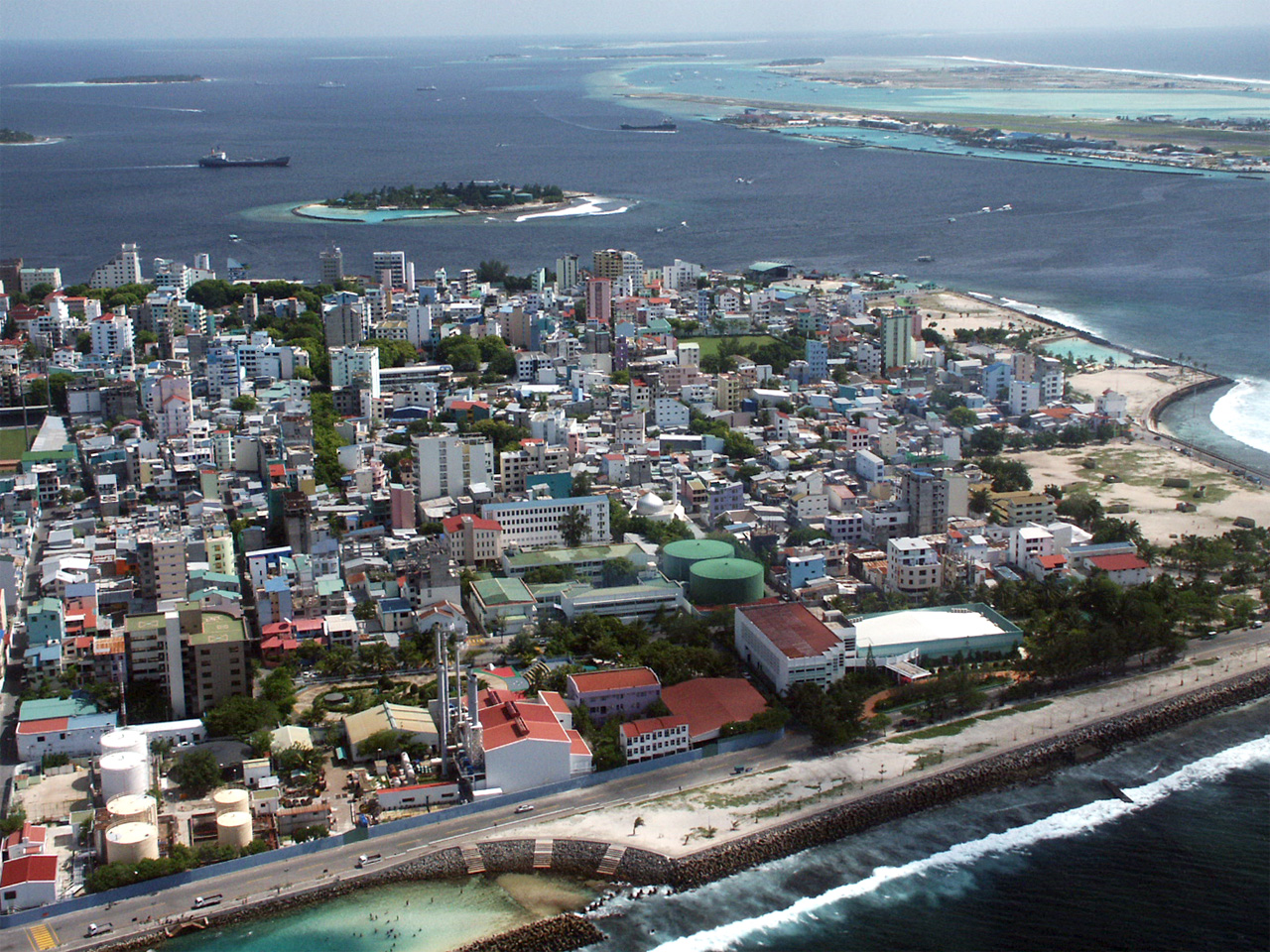
Vue aérienne de Malé.

Malé se trouve au sud de l'atoll de Malé Nord qui fait partie de la subdivision de Kaafu, qui comprend l'île de Kaashidhoo, l'atoll Gaafaru, l'atoll Malé Nord et l'atoll Malé Sud. La ville cependant forme une entité administrative propre qui s'étale plus précisément sur une île principale et trois petites îles rattachées : Villingili, Hulhumalé (île artificielle) et à terme Gulhi Falhu (île artificielle en cours d'aménagement). 
L'île principale mesure 1,7 sur 1,1 km avec une superficie de 1,952 km2. La ville avec ses autres îles administrativement liées a une superficie de 5,798 km2. 
Un pont est par ailleurs en cours de construction entre Malé et Hulhumalé, via Hulhulé (île dépendant de Kaafu et accueillant l'aéroport international de Malé).
À Malé même, édifices anciens et architecture contemporaine se côtoient en un développement incessant, qui donne l'idée d'une ville en constante évolution.
La population de la ville augmente rapidement et les îles ont dû être agrandies artificiellement pour satisfaire la demande croissante. Plus d'un tiers de la surface de l'île a été gagné sur l'océan Indien et le développement de bâtiments de plusieurs étages prend de l'ampleur. 
Encore largement rurale au début du XXe siècle (Harry Charles Purvis Bell (en) estime en 1935 la population à 5 000 habitants), la ville atteint 20 000 habitants en 1980 et 100 000 en 2006. Désormais entièrement urbanisée, l'augmentation des logements se fait désormais essentiellement par la construction de tours d'habitation au détriment de bâtis de quelques étages pourtant relativement récents.

## Climat
Malé étant à proximité du 4e parallèle nord et donc de l'équateur, le climat de la ville est équatorial.
| Mois                              | jan. | fév. | mars | avril | mai | juin | jui. | août | sep. | oct. | nov. | déc. |
| --------------------------------- | ---- | ---- | ---- | ----- | --- | ---- | ---- | ---- | ---- | ---- | ---- | ---- |
| Température moyenne (°C)          | 29   | 29   | 30   | 30    | 30  | 29   | 29   | 29   | 29   | 29   | 28   | 28   |
| Température maximale moyenne (°C) | 31   | 31   | 32   | 32    | 32  | 31   | 31   | 31   | 31   | 31   | 31   | 31   |

## Histoire

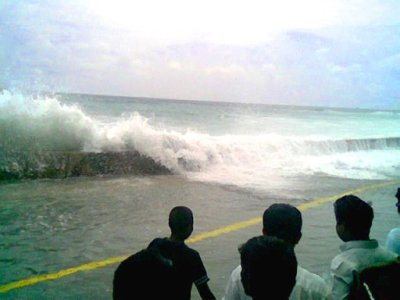
Vague à Malé.

Les premiers colons dans des Maldives furent des Dravidiens venus des côtes proches du sud de l'Inde et du Sri Lanka. 
L'histoire ancienne de Malé est peu connue. Selon la légende maldivienne, au début du XIIe siècle un prince nommé Koimala venu de Ceylan arriva sur l'île de Rasgetheemu, dans l'atoll de Raa, puis à Malé et y établit un royaume. Vers la même époque l'islam pénètre les Maldives et Malé devient alors le site du palais du sultan.
La ville a été inondée par le tsunami qui a suivi le tremblement de terre du 26 décembre 2004. Plus d'un millier d'autres îlots du pays furent dévastés.
Le réchauffement climatique inquiète beaucoup, car comme toutes les îles du pays, la faible élévation du sol — 2 mètres à Malé — rend la perspective d'une élévation du niveau de la mer catastrophique, avec une marge de manœuvre très faible. Cela est d'ailleurs un scénario envisagé sérieusement depuis de nombreuses années et des digues ont été construites pour limiter les impacts des tempêtes.

## Démographie
La population de Malé représente presque un tiers de la population du pays. L'île est l'une des plus densément peuplées du monde.

## Subdivisions
La ville de Malé est étalée sur plusieurs îles dont une principale. L'île principale est divisée en quatre secteurs (Henveiru, Galolhu, Machchangolhi et Maafannu). Trois autres îles sont notables : Vilimalé, une ancienne prison, Hulhumalé, une île artificielle et Hulhulé qui est le site de l'aéroport international de Malé. L'aménagement d'une autre île artificielle (Gulhi Falhu) est envisagée.
| Numéro | Secteur       | Superficie (en hectare) | Population (Recensement de 2006) | Densité  | Coordonnées géographiques   | Note                                |
| ------ | ------------- | ----------------------- | -------------------------------- | -------- | --------------------------- | ----------------------------------- |
| 1      | Henveiru      | 59,1                    | 23 597                           | 39 927,2 | 4° 10′ 37″ S, 73° 30′ 48″ E | Subdivision de l'île de Malé        |
| 2      | Galolhu       | 27,6                    | 19 414                           | 70 340,6 | -                           | Subdivision de l'île de Malé        |
| 3      | Machchangolhi | 32,6                    | 19 580                           | 60 061,3 | -                           | Subdivision de l'île de Malé        |
| 4      | Maafannu      | 75,9                    | 29 964                           | 39 478,3 | -                           | Subdivision de l'île de Malé        |
| 1 à 4  | Malé (île)    | 195.2                   | 92 555                           | 47 415,5 | 4° 10′ 28″ S, 73° 30′ 34″ E |                                     |
| 5      | Vilimalé      | 31,8                    | 6 956                            | 21 874,2 | -                           |                                     |
| 6      | Hulhumalé     | 200,9                   | 2 866                            | 1 426,6  | -                           | Île artificielle                    |
| -      | Hulhulé       | 151,9                   | 1 316                            | 866,4    | -                           | Aéroport international de Malé      |
| -      | Gulhi Falhu   | -                       | -                                | -        | -                           | Île dont l'aménagement est envisagé |
|        | Malé (ville)  | 579,8                   | 103 693                          | 17 884,3 | 4° 10′ 28″ S, 73° 30′ 34″ E |                                     |

## Transport

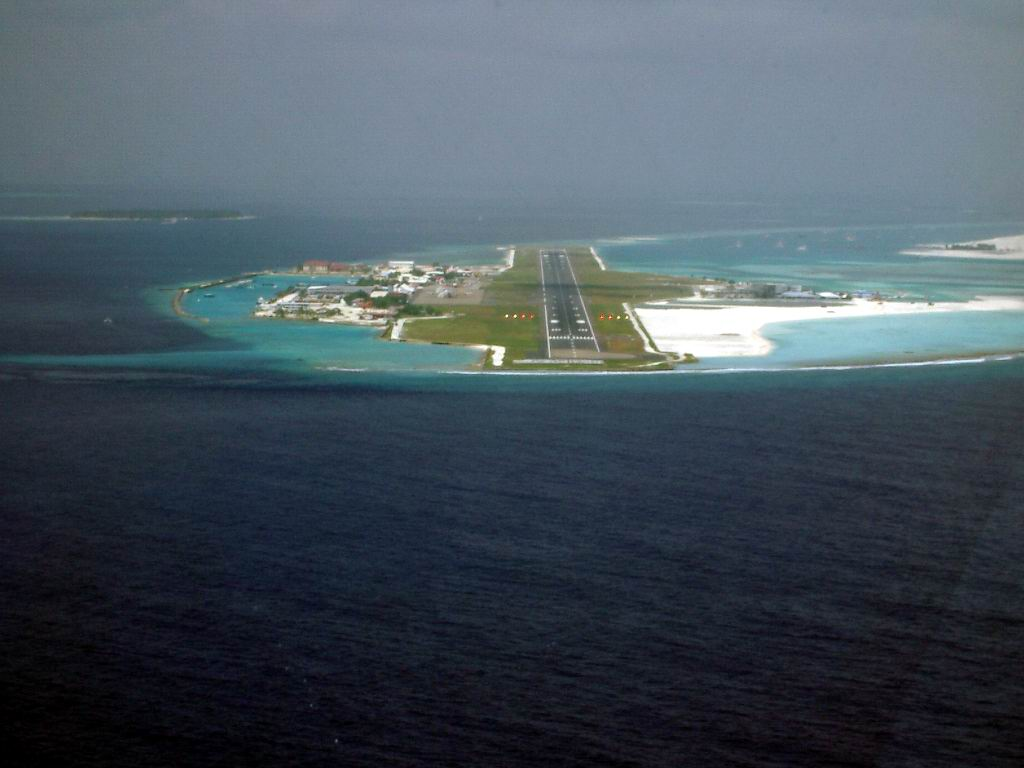
Vue de l'habitacle d'un avion à l'approche de la piste de l'aéroport international de Malé.

Situé sur l'île avoisinante d'Hulhulé avec une base pour hydravions, l'aéroport international de Malé est le seul aéroport international des Maldives en attendant que l'aéroport international de Gan soit totalement opérationnel. Une liaison routière est désormais assurée via le pont Sinamalé, ouvert depuis septembre 2018. Le pont Thilamalé assure la liaison routière avec Villingili, Gulhifalhu et Thilafushi.
Le port, lui aussi le seul international du pays, est situé au nord de l'île et peut accueillir des porte-conteneurs. Le ravitaillement du pays se fait d'ailleurs pour des raisons pratiques par bateau et la pêche est très importante.
Les hôtels se situent majoritairement dans le sud-ouest de l'île à cause de la proximité avec l'aéroport.
Malgré la petite taille de l'île, les voitures — signe extérieur de richesse — et surtout les deux roues sont légion, provoquant des embouteillages réguliers.

## Économie
Malé est le centre du commerce de la noix de coco, de la fibre de coco, du coprah, et des coquillages de cowry.
Puisqu'il n'y a pas de terrains libres proches, toutes les infrastructures se situent dans la ville elle-même. La route centrale (Majeedhee Magu) est l'artère commerçante principale de la ville.
L'eau potable est fournie à partir d'eau pompée du sol vers 50-60 m sous la ville. Elle est dessalée grâce à l'osmose inverse mais tend à s'épuiser par une consommation trop élevée. Les eaux usées sont rejetées dans la mer. Les déchets solides sont transportés vers les îles voisines (dont celle de Thilafushi), où ils sont utilisés pour combler les lagons afin d'en faire des terrains artificiels. L'aéroport a été construit de cette façon, et dernièrement, la lagune de Thilafushi est en train d'être comblée.
L'électricité est produite dans la ville grâce à des groupes électrogènes.

## Culture et patrimoine
Des études comparatives du langage, des traditions et du folklore maldivien font état d'une forte influence dravidienne, groupe qui est à l'origine de la colonisation de l'archipel.
L'Islam, essentiellement le sunnisme, est particulièrement présent aux Maldives. La constitution de 2008 impose d'ailleurs aux citoyens d'y être convertis. Cette religion aurait été diffusée dans l'archipel à partir du XIIe siècle. La mosquée de Malé, bâti en 1984, est un imposant bâtiment de la ville et un lieu touristique prisé. Sa coupole dorée (en fait de l'aluminium anodisé) caractérise le paysage de Malé avec l'attenant minaret, visible de loin et, en particulier, du bateau qui amène sur l'île les visiteurs. La grande salle de prière peut accueillir presque 6 000 fidèles.
Non loin de là se trouve Muliaage, autrefois le siège d'importants bureaux et institutions, il est devenu la résidence officielle du président le 1er janvier 1953, date qui marque aussi la transformation des institutions des Maldives, sultanat devenu république.
Existant depuis 1952, le parc Sultan, qui abrite le musée national, est un jardin public qui sert de petit parc zoologique et de jardin botanique.
Le cimetière est fort différent de ce qu'un visiteur  s'attend à trouver. Plus qu'un cimetière, c'est un jardin ombragé de cocotiers luxuriants, avec, en arrière-plan, le minaret gracieusement orné d'inscriptions islamiques. Les pierres tombales, couvertes d'épigraphes arabes, se terminent en pointe si le défunt enseveli à cet endroit est un homme, ou sont arrondies si la dépouille mortelle est celle d'une femme.
On trouve à Malé un stade de football, le stade Galolhu Rasmee Dhandu.